# Bill Baker
William Robert Baker (* 29. listopadu 1956, Grand Rapids, Minnesota, USA) je bývalý americký hokejový obránce, který odehrál 143 utkání v NHL.

## Reprezentace
Byl vybrán trenérem Herbem Brooksem do reprezentace pro mistrovství světa 1979 v SSSR (7. místo). Brooks jej zařadil i do výběru, který se po celý úvod ročníku 1979/80 připravoval na olympijský turnaj v Lake Placid 1980. V rámci přípravy odehrál 60 utkání, ve kterých si připsal 30 bodů za pět branek a 25 asistencí. Na samotném turnaji Američané získali zlaté medaile, hlavně díky šokujícímu vítězství nad SSSR (Zázrak na ledě). Baker zastával funkci zástupce kapitána a svým jediným gólem na turnaji zachránil 27 sekund před koncem utkání se Švédy důležitou remízu 2:2.
Reprezentoval i na mistrovství světa 1981 ve Švédsku (5. místo) a Kanadském poháru 1981 (semifinále).

### Reprezentační statistiky
| 1979 | USA | MS | 7 | 2 | 1 | 3 | 2 |
| 1980 | USA | OH | 7 | 1 | 0 | 1 | 4 |
| 1981 | USA | MS | 7 | 0 | 1 | 1 | 8 |
| 1981 | USA | KP | 1 | 0 | 0 | 0 | 0 |

## Kariéra
Do roku 1975 hrál za mládežnické celky z rodného města Grand Rapids, pak začal nastupovat za celek minnesotské univerzity, který vedl budoucí reprezentační trenér Herb Brooks. V dresu tohoto týmu strávil čtyři sezony, přičemž v té poslední vedl spoluhráče jako kapitán. V letech 1978 a 1979 získal mistrovský titul, ve druhém roce byl navíc zařazen do All star týmu NCAA.
Zájem o Bakera měly i profesionální kluby, v roce 1976 jej draftoval do NHL klub Montreal Canadiens a do konkurenční WHA New England Whalers (tato soutěž ještě před Bakerovo profesionální kariérou zkrachovala). Po olympijském turnaji 1980 (viz výše) dohrál sezonu 1979/80 za Nova Scotia Voyageurs, farmu Montrealu v AHL. V ročníku 1980/81 dostal kromě Voyageurs prostor i v Canadiens. Ti jej však v březnu vyměnili za 3. volbu v draftu do Colorado Rockies. Za toto mužstvo hrál i v úvodu následující sezony, ze sestavy ale vypadl a nastupoval v nižší CHL za záložní celek Colorada Fort Worth Texans. V prosinci byl vyměněn za dva hokejisty do St. Louis Blues. Ti jej v létě umístili na listinu nechráněných hráčů, kde si jej vybrali New York Rangers. V New Yorku odehrál svou poslední sezonu v NHL 1982/83. Závěrečný ročník své kariéry 1983/84 odehrál za Tulsa Oilers (farma Rangers), kterým dopomohl k titulu v nižší CHL.

## Klubové statistiky
| Sezona     | Klub                  | Soutěž     | Základní část | Základní část | Základní část | Základní část | Základní část | Play off | Play off | Play off | Play off | Play off |
| Sezona     | Klub                  | Soutěž     | Z             | G             | A             | B             | TM            | Z        | G        | A        | B        | TM       |
| ---------- | --------------------- | ---------- | ------------- | ------------- | ------------- | ------------- | ------------- | -------- | -------- | -------- | -------- | -------- |
| 1975/76    | Univerzita Minnesota  | NCAA       | 44            | 8             | 15            | 23            | 28            | —        | —        | —        | —        | —        |
| 1976/77    | Univerzita Minnesota  | NCAA       | 28            | 0             | 8             | 8             | 42            | —        | —        | —        | —        | —        |
| 1977/78    | Univerzita Minnesota  | NCAA       | 38            | 10            | 23            | 33            | 34            | —        | —        | —        | —        | —        |
| 1978/79    | Univerzita Minnesota  | NCAA       | 44            | 12            | 42            | 54            | 38            | —        | —        | —        | —        | —        |
| 1979/80    | Nova Scotia Voyageurs | AHL        | 12            | 4             | 8             | 12            | 5             | 1        | 0        | 1        | 1        | 2        |
| 1980/81    | Montreal Canadiens    | NHL        | 11            | 0             | 0             | 0             | 32            | —        | —        | —        | —        | —        |
|            | Nova Scotia Voyageurs | AHL        | 18            | 5             | 12            | 17            | 42            | —        | —        | —        | —        | —        |
|            | Colorado Rockies      | NHL        | 13            | 0             | 3             | 3             | 12            | —        | —        | —        | —        | —        |
| 1981/82    | Colorado Rockies      | NHL        | 14            | 0             | 3             | 3             | 17            | —        | —        | —        | —        | —        |
|            | Fort Worth Texans     | CHL        | 10            | 3             | 12            | 15            | 20            | —        | —        | —        | —        | —        |
|            | St. Louis Blues       | NHL        | 35            | 3             | 5             | 8             | 50            | 4        | 0        | 0        | 0        | 0        |
| 1982/83    | New York Rangers      | NHL        | 70            | 4             | 14            | 18            | 64            | 2        | 0        | 0        | 0        | 0        |
| 1983/84    | Tulsa Oilers          | CHL        | 59            | 11            | 22            | 33            | 47            | —        | —        | —        | —        | —        |
| Celkem NHL | Celkem NHL            | Celkem NHL | 143           | 7             | 25            | 32            | 175           | 6        | 0        | 0        | 0        | 0        |

## Po kariéře
- žije v Minnesotě a živí se jako chirurg se specializací na čelisti a ústní dutinu.

## Zajímavosti
- O olympijském triumfu v Lake Placid 1980 byly natočeny dva filmy, v roce 1981 hrál Bakera David Wallace a v roce 2004 Nick Postle.